# Comité central socialiste révolutionnaire

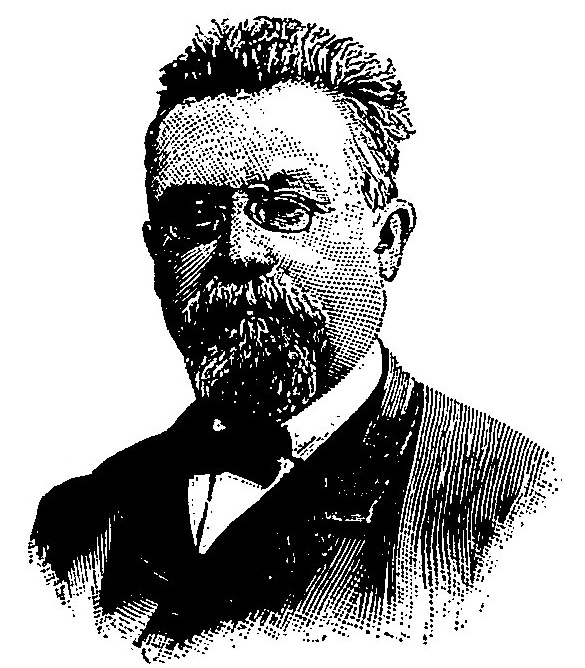
Ernest Granger

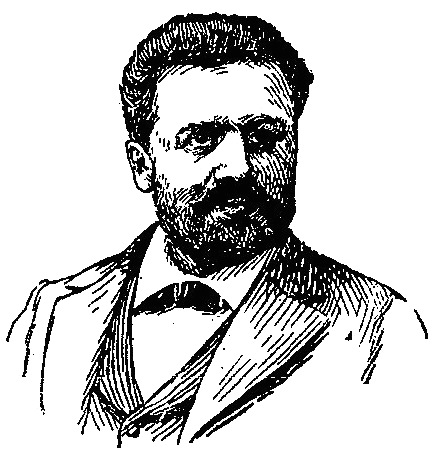
Ernest Roche

Das Comité central socialiste révolutionnaire (Revolutionäres Sozialistisches Zentralkomitee, CCSR) war eine kleine politische Organisation in Frankreich, die aus dem Blanquismus hervorgieng. Es wurde 1889 nach einer Spaltung innerhalb des Comité révolutionnaire central gegründet und stand dem Boulangismus nahe. Es löste sich 1914 auf.
Dem Historiker Bertrand Joly zufolge war das CCSR weder zentralistisch noch sozialistisch noch revolutionär und hatte nicht mehr als etwa hundert Anhänger.

## Geschichte
Das Comité révolutionnaire central spaltete sich über der Beurteilung des Boulangismus; Édouard Vaillant und Émile Eudes (der allerdings kurz danach starb) standen dem Boulangismus ablehnend gegenüber. Ernest Granger und Ernest Roche verließen die Partei und bildeten das CCSR. Konkreter Anlass der Spaltung war eine Abstimmungsniederlage Grangers bei einer Kandidatenaufstellung zur Parlamentswahl 1889.
Trotz der Persönlichkeiten der alten Garde der Blanquisten, mehrerer Presseorgane (Le Ralliement, Le Blanquiste und später Le Réveil du Peuple) sowie einer Jugendbewegung (Jeunesse blanquiste, gegründet im August 1891) verzeichnete das CCSR als Opfer des Niedergangs der boulangistischen Bewegung und ihrer Ablehnung durch die Arbeiterbewegung enttäuschende Wahlergebnisse.
Die Beziehungen zwischen dem CCSR und den anti-boulangistischen Sozialisten waren zunächst äußerst angespannt, wie eine Schlägerei zeigte, die am 25. Mai 1890 am Rande einer Gedenkfeier der Blutwoche an der Mauer der Föderierten zwischen den beiden Lagern ausbrach. Dies begann sich erst nach dem Tod Boulangers und der Fusillade de Fourmies zu ändern. So schlossen sich im Januar 1893 die Abgeordneten des CCSR mit den Guesdisten und den unabhängigen Sozialisten zusammen, indem sie das revisionistische Wahlmanifest von Cluseret unterzeichneten. Im Jahr 1895 wurde eine Wiedervereinigung der Blanquisten sogar von Vaillant in Betracht gezogen und von den Ex-Boulangisten recht positiv aufgenommen.
Dieser Annäherung wurde dadurch behindert, dass das CCSR sowohl den marxistischen Internationalismus (aus Patriotismus lehnten sie jeden Kontakt mit den deutschen Sozialisten ab) als auch die Haltung der Possibilisten verwarfen. Die sporadischen Kontakte mit sozialistischen Gruppen endeten mit der Dreyfus-Affäre. Am 20. Februar 1898 veröffentlichte das CCSR ein Manifest gegen die Dreyfusards, in dem Jaurès desavouiert wurde und das mit der Schlussfolgerung endete: „Als Sozialisten und Patrioten widersetzen wir uns mit allen unseren Kräften der Rehabilitations- und Revisionskampagne“.
Am 11. Juni 1898 gründete Alfred Gabriel die Parti républicain socialiste français (nicht zu verwechseln mit der Parti républicain-socialiste, die 1911 unter demselben Namen gegründet wurde), um die militanten Rochfortisten und Blanquisten, die gegen die Dreyfusards waren, zusammenzubringen. Diese neue Partei, der auch Ernest Roche beitrat, unterschied sich vom CCSR durch ihren Nationalismus und vor allem durch ihren ausdrücklichen Antisemitismus.
Nach der Dreyfus-Affäre nahm das CCSR wieder eine scheinbar unabhängige Existenz auf bzw. setzte diese fort. Seine Aktivitäten beschränkten sich jedoch auf die Organisation von Gedenkfeiern für die Commune und die verstorbenen Führer der Blanquisten (Blanqui, Eudes). Durch die Vereinigung der sozialistischen Gruppierungen in der Section française de l’Internationale ouvrière an den Rand gedrängt, verschwand der CCSR schließlich vor dem Ersten Weltkrieg.